# Îl
Albums de 
-M-
Mister Mystère
(2009) Lettre infinie
(2019)
Îl est le cinquième album studio de -M-, sorti le 12 novembre 2012.

## Écriture et réalisation de l'album
L'album Îl a été réalisé durant près de neuf mois à Los Angeles par Dorion Fiszel, Brad Thomas Ackley et -M-, ces derniers ayant de plus coécrit le premier single Mojo dont le clip est réalisé par Beryl Koltz.
Une tournée a débuté en 2013, durant laquelle -M-, à la voix et à la guitare solo, est entouré de Brad Thomas Ackley à la "Basstar" (basse, guitare et synthé en un instrument), ainsi que de Lawrence Clais à la batterie. Les concerts reposent sur un « power trio » (à l'image de celui autrefois constitué par -M-, Cyril Atef et Vincent Ségal) ; La scénographie est appuyée par James Thierrée, la direction musicale supervisée par Dorion Fiszel, ponctuées de performances scéniques d'Alan Bac.
Les titres de l'album mettent en avant une volonté de lâcher-prise : les jeux de mots simples, sont mis par lui au service de chansons taillées pour la scène, énergiques et parfois novatrices[réf. nécessaire]. De nombreux titres sont des titres-hommages : L'Île intense à l'île de La Réunion, Océan à DJ Mehdi disparu en 2011.
La pochette est dessinée par Billie, la fille du chanteur.
Il a été vendu à 200 000 exemplaires (Double disque de platine certifie SNEP). 

## Liste des titres
| No  | Titre               | Durée |
| --- | ------------------- | ----- |
| 1.  | Elle                | 6:32  |
| 2.  | Le Film             | 2:49  |
| 3.  | Mojo                | 3:18  |
| 4.  | Laisse aller        | 3:21  |
| 5.  | Baïa                | 3:22  |
| 6.  | Faites-moi souffrir | 3:00  |
| 7.  | Machine             | 3:55  |
| 8.  | La vie tue          | 3:40  |
| 9.  | La Grosse Bombe     | 2:58  |
| 10. | La Maison de Saraï  | 2:35  |
| 11. | Océan               | 3:50  |
| 12. | Oualé               | 4:00  |

3 titres bonus sont proposés "l'ile intense part 1, 'ile intense part 2 et enihcam"

## Réception critique
Les critiques ont globalement bien accueilli l'album. Le succès est aussi populaire : lors de sa première semaine, l'album s'est classé no 1 des téléchargements sur la plateforme iTunes.